# House of God
House of God è un concept album heavy metal della band di King Diamond. Il concept narra la storia di un uomo che tenta di salvare la donna che ama, ma è in seguito costretto al suicidio.

## Tracce
1. Upon the Cross – 1:44
2. The Trees Have Eyes – 4:46
3. Follow the Wolf – 4:28
4. House of God – 5:36
5. Black Devil – 4:28
6. The Pact – 4:10
7. Goodbye – 2:00
8. Just a Shadow – 4:37
9. Help!!! – 4:22
10. Passage to Hell – 2:00
11. Catacomb – 5:01
12. This Place Is Terrible - – 5:34
13. Peace of Mind – 2:32

## Formazione
- King Diamond - voce, tastiere
- Andy LaRocque - chitarra, tastiere
- Glen Drover - chitarra
- David Harbour - basso
- John Luke Hebert - batteria